# Martine L. Jacquot
Pour les articles homonymes, voir Jacquot.
Martine L. Jacquot (née le 27 mai 1955 à La Ferté-Gaucher, France) est une romancière, poétesse, nouvelliste et journaliste, demeurant au Canada depuis 1981. Elle est docteure en lettres.

## Biographie
Femme de lettres polygraphe prolifique, Martine L. Jacquot est née le 27 mai 1955 à La Ferté-Gaucher et passe ses cinq premières années à Saint-Mars-en-Brie, en France.
Elle obtient son baccalauréat au Lycée de Coulommiers en 1974. Elle entre ensuite à l'université Sorbonne-Nouvelle, à Paris, où elle obtient une licence d'anglais en 1977 et une maîtrise en littérature britannique en 1979. Elle enseigne un an à Canterbury à la Simon-Langton grammar school for girls, en Angleterre, puis étudie à l'université de Provence Aix-Marseille I (préparation aux Capes et Agrégation d'anglais). Elle travaille quelques mois au Consulat général du Danemark à Marseille, en France, puis au CERN à Genève, en Suisse, comme secrétaire bilingue.
Elle s'établit en Nouvelle-Écosse, au Canada, en septembre 1981 et obtient une licence en journalisme à l'Université de King's College d'Halifax en 1984, une maîtrise en littérature canadienne à l'Université Acadia en 1986 et un doctorat en littérature française à l'Université Dalhousie d'Halifax en 1995 avec une thèse sur Marguerite Duras. Elle enseigne dans différentes universités (Dalhousie, Acadia, Ste Mary's, Ste-Anne) en plus d'être journaliste (Ven'd'est, Le Courrier de la Nouvelle-Écosse, entre autres), et traductrice. Elle est présidente du Conseil Culturel Acadien de la Nouvelle-Écosse pendant trois ans (et crée la revue ARTcadie) et membre du Board of Governors of the Nova Scotia Museum pendant 12 ans. Elle est rédactrice-en-chef de la revue universitaire Canadian Notes - Les Cahiers canadiens basée à l'université de Volgograd en Russie et contribue longtemps à des publications arabophones (Ashtarowt, Al Quds...). Elle a contribué à de multiples anthologies dans différents pays et a donné des présentations sur 4 continents ou son oeuvre est étudiée. Elle est membre du prestigieux Parlement des Écrivaines Francophones.
Son œuvre s'inscrit dans la littérature acadienne. Elle est l'une des rares auteures de nouvelles ; ses recueils sont Sables mouvants (1994), Des Oiseaux dans la tête (1998) et Les enjoliveurs du temps (2023) .
Publiée internationalement, et dont certains de ses livres ont été couronnés de prix, elle est poète, romancière, nouvelliste, essayiste et auteure pour la jeunesse. La plupart de ses œuvres sont contemporaines mais elle a abordé le roman historique avec Au gré du vent (2005), situé à Halifax et dans le Sud-Ouest de la Nouvelle-Écosse durant la seconde moitié du XIXe siècle, et Déferlement sur le siècle nouveau (2023) qui fait revivre le monde au début du XXe siècle, en particulier les tragédies du naufrage du Tinanic et de l'explosion d'Halifax. Sa série Nanouk, centrée autour d'une chienne husky, est particulièrement appréciée des jeunes. Ses romans sont souvent centrés autour d'une protagoniste (parfois aussi narratrice) qui effectue un voyage ou un déplacement l'amenant à reconsidérer sa situation familiale ou sociale.
Elle a été parmi les auteurs invités au Festival Olympique des Arts de Calgary en 1988. Depuis ce temps, elle participe régulièrement à des événements littéraires, tels que des salons du livre (Ottawa, Edmundston, Montréal, Moncton, Halifax, Péninsule acadienne, Gaspésie, Lafayette, Paris) et des festivals de poésie (Caraquet, Trois-Rivières), des tables rondes (Calgary, Halifax, Tunisie, Cameroun, Maroc, Montréal, etc., de nombreuses lectures de poésie, ou encore elle donne des ateliers d’écriture ou des conférences sur sa démarche artistique. Grâce au programme du Centre de la francophonie des Amériques, elle a été invitée à s'adresser aux enseignants et étudiants du Pérou, du Brésil, de la Colombie et du Mexique, entre autres lieux.
Elle est régulièrement invitée à faire de grandes tournées littéraires: en 2000 en Tunisie; en 2008 en Russie et au Cameroun ; en 2010 au Maroc; en 2011 en Roumanie; en 2012 en Inde. Elle a reçu plusieurs distinctions pour son enseignement (Acadia Student Union Award) et pour son écriture, autant pour ses livres que pour ses écrits journalistiques (prix européen de l'ADELF, plusieurs fois finaliste au prix France-Acadie, au prix Éloizes, au prix Radio-Canada et au prix Antonine-Maillet-Acadie Vie).  
Elle vit dans la vallée de l'Annapolis en Nouvelle-Écosse. Elle est la mère de la photographe Mélodie et de l'écrivain et auteur-compositeur-interprète Thibault. Elle se présente elle-même comme anarchiste et écologiste, critique à l'égard des acteurs politiques qui n'agissent pas selon les idéaux qu'ils présentent.

## Publications

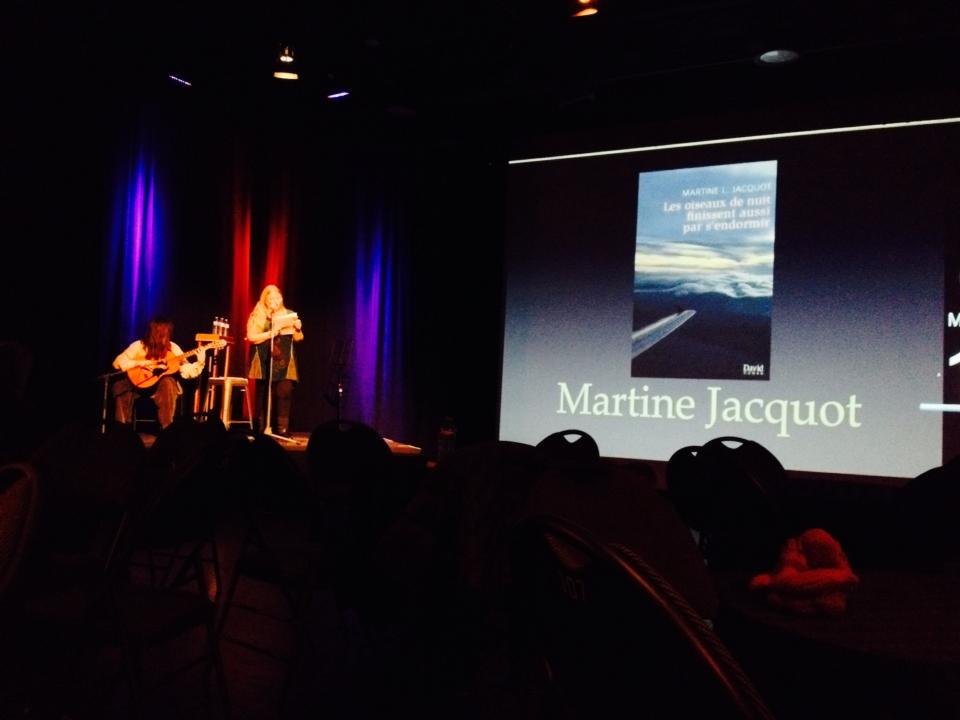
Martine L. Jacquot lisant, accompagnée à la guitare, au marathon littéraire de la revue Ancrage "43200 secondes" en 2016.

- Castor et Pollux, poésie, Moonchilde Press, Wolfville (N-É), 1983 (épuisé).
- Les Terres douces[8], roman, Éd. Quatre-Saisons, Edmundston (N-B), 1988.
- Route 138, poésie, Éd. du Grand Pré/Quatre-Saisons (N-É/N-B), 1989 (finaliste au prix Fournier 1989).
- Fleurs de Pain, poésie, É.Vermillon, Ottawa (Ont), 1991.
- Les Nuits démasquées, poésie, Éd. du Grand Pré/Quatre-Saisons, 1991 (prix de la présidente, Société culturelle du Haut St-Jean, 1990).
- L'homme qui avait volé les couleurs de la vie, conte (traduction), Éd. du Grand Pré, Wolfville (N-E), 1991.
- Sables mouvants, nouvelles, Éd. du Grand Pré, Wolfville (N-É), 1994 (Avec une préface de Gaëtan Brulotte).
- Michel Goeldlin : espaces du réel, cheminements de création, essai, Éd. du Grand Pré, 1995.
- Les Glycines[9], roman, Éd. du Vermillon, 1996.
- Dans les bois, essai (traduction), Éd. du Carré Saint-Louis, Montréal (Qc), 1998.
- Des Oiseaux dans la tête[10], nouvelles, Humanitas, Montréal (Qc), 1998 (finaliste au prix Eloizes 1999).
- Étapes, poésie, Humanitas, 2001.
- Points de repère sur palimpseste usé, poésie, Le Loup de Gouttière, Québec (Qc), 2002.
- Le secret de l'île, roman jeunesse, Chenelière/McGraw-Hill, Montréal (Qc), 2003.
- Masques[11], roman, Humanitas, 2003.
- Au gré du vent…, roman, Éd. du Grand Pré, 2005 (finaliste au prix France-Acadie 2006; prix Européen de l’ADELF 2007).
- Le Jardin d’herbes aromatiques, essais et récits, Humanitas, 2005 (finaliste au prix France-Acadie 2006).
- Le silence de la neige[12],[13], poésie, Humanitas, 2007 (finaliste au prix France-Acadie 2008).
- Miracle dans le pré, roman jeunesse, Les Presses du Midi, France, 2008.
- La bande à Nanouk, roman jeunesse, Les Presses du Midi, France, 2009.
- Duras ou le regard absolu, essai, Les Presses du Midi, France, 2009.
- Le mystère du cap, roman jeunesse, Les Presses du Midi, France, 2009.
- (Trans)fusion, poésie (avec M. Badaoui, Y. Amara et N. Chaki), Ed. Al Anwar Al Magharibia, Oujda (Maroc), 2010.
- Il était une fois Agnielles, récit-essai, Les Presses du Midi, France, 2010.
- L'année aux trois étés, récits de voyage, AfricAvenir/Exchange & Dialogue, Douala/Berlin/Vienne (Cameroun/Allemagne/Autriche), 2011.
- Une étrange visite, roman jeunesse, Les Presses du Midi, France, 2012.
- L'igloo de Nanouk, roman jeunesse, Les Presses du Midi, France, 2012.
- Nanouk et la maison hantée, roman jeunesse, Les Presses du Midi, France, 2014.
- Les oiseaux de nuit finissent aussi par s'endormir[5], roman, Éditions David, Ottawa, 2014.
- Au gré du vent, roman, Éditions de la Grande Marée, Tracadie (NB), 2015 - réédition.
- Le Soleil des adieux, roman, Édilivre, Paris, France, 2015.
- L'envol des jours vol 1: Les Terres douces, roman, AfricAvenir, 2020 - réédition.
- L'envol des jours vol 2: Les Glycines, roman, AfricAvenir, 2020 - réédition.
- L'envol des jours vol 3: Les Colombes, roman, AfricAvenir, 2020.
- Filigrane, poésie, Bridgevision, Washington DC, ÉU, 2021.
- La couleur du désir, poésie, Bridgevision, Washington DC, ÉU, 2021.
- Les enjoliveurs du temps, nouvelles, La Grande Marée, 2022.
- Déferlement sur le siècle nouveau, roman, La Grande Marée, 2023.
- Dans la marge d'un horizon ébouriffé, poésie, Liber Mirabilis/Jean-Marc Savary éditeur, France, 2023.
- Les temps fauves, poésie, Liber Mirabilis/Jean-Marc Savary éditeur, France, 2025.
- L'envol des jours vol 4: La maison vide, roman, AfricAvenir, 2025

Manuels de cours
- Les Maritimes, trois provinces à découvrir, Éd. d'Acadie, Moncton (NB), 1987. Manuel de sciences sociales (collaboration).
- Reflets Maritimes 2, Éd. d'Acadie, Moncton (NB), 1993. Manuel de sciences sociales (collaboration).
- Les enquêtes d'Octave, (Franç'art, Éd. Beauchemin, Montréal, (Qc), 2002 (trousse pour cours de français pour la 8e année des écoles francophones canadiennes).
- 7, rue de l'Atlantique, (Franç'art, Éd. Beauchemin, Montréal, (Qc), 2002 (trousse pour cours de français pour la 7e année des écoles francophones canadiennes).
- Littérature acadienne, Éd. du bout du monde, (NÉ), 2000 (pour le cours de littérature acadienne en ligne, éducation à distance, université Acadia)

Responsable d’édition.
- Le Premier atelier, recueil collectif, Éd. du Grand Pré, 1995.
- Les Écrits du Millénaire, recueil collectif, Éd. du Grand Pré, 2000.

Participation à:
- Concerto pour huit voix, Éd. d'Acadie, Moncton, (NB), 1989.
- Diversité: la nouvelle francophone à travers le monde, Houghton Mifflin, Boston (ÉU), 1995.
- Walk through Paradise, the National Library of Poetry, Maryland (ÉU), 1995.
- Voices and echoes: Canadian Women's Spirituality, Wilfrid Laurier University Press, Waterloo (Ont.), 1997.
- La poésie acadienne, Éd. Perce-Neige/Écrits des Forges, Moncton/Trois-Rivières, (NB. Qc) 1999.
- Omphalos, les Inéditions, Bonaventure, (Qc), 2000.
- La Cendre des mots, anthologie, L’Harmattan (Paris), 2003.
- Évelyne Volding, sourcière de mots, Éd. David, 2004.
- La vie entre plume et déclic, Éd. de l’Ormaie (France), 2004.
- Le Tunnel, Le Vermillon, Ottawa (Ont.) 2007.
- La poésie prend le métro, voyage et poésie, Adage-Danielle Sheldon Éd., Montréal (Qc.), 2008.
- Textes, Légendes et Enluminures, AAOF, Ottawa, 2010.
- Pour Haïti, Éd. Desnel, Martinique, 2010 (au profit d'Haïti).
- Je t’aime Haïti! Ayiti, mwen renmen ou!, Éd. du Vermillon, Ottawa, 2010 (au profit d'Haïti).
- Paroles d'Acadie, Prise de Parole, Ontario, 2010.
- Nous la multitude, Le Temps des Cerises Éditions, Paris, 2011.
- Pas d'ici, pas d'ailleurs, Voix d'encre, Montélimar, France, 2012.
- Napoli racconta, Université L'Orientale de Naples, Italie, 2013.
- Anthologie de la poésie des femmes en Acadie, Perce-Neige, Moncton, 2014.
- Introspection, Pan des muses, Grenoble, France, 2015.
- Bref!, Les éditions du blé, Saint-Boniface (Manitoba), 2017.
- Dimension Jardin, Rivière Blanche, France, 2018.
- Palmes pour le Togo, Silex-Nouvelles du Sud, Togo, 2018.
- La nouvelle en classe de français, Les Presses EIF Université du Québec à Trois-Rivières, 2018.
- Understorey Magazine, Halifax, 2019.
- Revue Dissonances, Paris, 2019.
- Ancrages, 2020.
- Le Pan poétique, 2021.
- Revue H, 2022.
- Frontières ad libitum, Idem (Martinique), 2023.
- Marguerite Yourcenar, la première immortelle, Éditions Rencontre des Auteurs Francophones (New York), 2023.
- Touroum Bouroum, France, 2023, et 2024.
- Albert Camus, Éditions Rencontre des Auteurs Francophones (New York), 2023.
- Nulle prison n'enfermera ton poème, Oxybia, Paris, 2023.
- Le livre des mères, Éditions Rencontre des Auteurs Francopones (New York), 2024.
- Toi, ma mère, Éditions des Femmes, Paris, 2024.
- La littérature au féminin, Éditions Magellan, Paris, 2024
- Romain Gary, Éditions Rencontre des Auteurs Francopones (New York), 2024.
- Nos lettres d'Asie, Éditions Rencontre des Auteurs Francopones (New York), 2024.
- Colette et ses chats, Éditions Rencontre des Auteurs Francopones (New York), 2024.
- La Méditerranée, Éditions Rencontre des Auteurs Francopones (New York), 2024.

Productions audio : 
- Lectures de chevet (avec Daniel Heikalo), Radio-Canada Halifax, 1993[14].
- Poésies - Sons (avec la Thibs Solo Band), extraits de lectures publiques enregistrées le 6 mars 2018[15].

## Prix

### Prix obtenus
- Mention honorable, 11e concours littéraire de la Writers' Federation of Nova Scotia, 1986, avec Boule de neige le lapin blanc.
- Prix de la nouvelle, Revue Liaison, 1987, avec Des Yeux d'Irlande[16].
- Nouvelle reconnue parmi les 50 meilleures nouvelles de langue française avec Le voyage de Charles Gautreau, concours international de l’Agence de Coopération Culturelle et Technique, Paris, 1988.
- Prix de la Présidente, concours littéraire de la Société Culturelle du Haut Saint-Jean, Edmundston N-B, 1990, avec Les Nuits Démasquées[réf. nécessaire].
- Prix de la nouvelle, Revue Liaison, janvier 1992, avec Jazz[17].
- Lauréate, Concours «L'Acadie à découvrir», radio de la SRC, 1994[réf. nécessaire].
- Lauréate, concours de vieux mots acadiens, radio SRC, 1997[réf. nécessaire].
- Lauréate, prix de la nouvelle organisé par l’Association des Auteurs de l’Ontario (texte joué sur la scène du Théâtre Trillium, Ottawa), 2000[18].
- Acadia Student Union Teaching Recognition Award 2004[réf. nécessaire].
- Prix Europe de l’ADELF (Association des écrivains de langue française) 2007 avec Au gré du vent[6].
- Prix d'Excellence 2022, Festival multilingue French & Friends, Washington DC, avec Filigrane et La couleur du désir.
- Finaliste 2023, prix Quinquennal du prix Antonine-Maillet-Acadie Vie.

### Sélections, nominations et mentionMention, Prix duDrRené J. Fournier (poésie), avecRoute 138, 1992
- Mention honorable, Prix Grand-Pré de la Province de la N-É, 1995.
- Finaliste, prix Éloizes 1999 (catégorie écrivain de l'année, avec Des Oiseaux dans la tête), Moncton, N-B, 1999.
- Finaliste, Prix Éloizes 2000 (catégorie meilleure couverture médiatique des arts), Moncton, N-B, 2000.
- Finaliste, Prix France-Acadie 2006 avec Le Jardin d’herbes aromatiques.
- Finaliste, Prix France-Acadie 2006 avec Au gré du vent.
- Finaliste, prix Éloizes (meilleure couverture médiatique des arts), 2007.
- Finaliste, prix France-Acadie avec Le silence de la neige 2008.
- Finaliste, Prix littéraire Radio-Canada, 2008 avec La Couleur du désir.
- Finaliste, prix littéraire Antonine-Maillet-Acadie Vie 2015 avec Les oiseaux de nuit finissent aussi par s'endormir[19].
- Finaliste, prix Quinquennal Antonine-Maillet-Acadie Vie 2023